# David Wagner (voetbal)
David Wagner (Frankfurt am Main, 19 oktober 1971) is een Duits-Amerikaans voormalig voetballer en huidig voetbaltrainer.

## Achtergrond
David Wagner werd geboren op 19 oktober 1971 in Frankfurt am Main. Zijn biologische vader komt uit Thailand. Tijdens haar zwangerschap trouwde de Duitse moeder van David Wagner met een Amerikaan, vandaar dat David de Amerikaanse nationaliteit verkreeg. Hij woonde met zijn moeder en stiefvader uit de Verenigde Staten in Los Angeles, maar bracht het grootste deel van zijn jeugd door in Geinsheim am Rhein (gemeente Trebur in Hessen).

## Spelerscarrière
Wagner, die als aanvaller speelde, maakte in het seizoen 1990/91 zijn debuut voor Eintracht Frankfurt. Hij brak door bij 1. FSV Mainz 05 waarvoor hij bijna honderd competitiewedstrijden speelde. Tussen 1995 en 1997 kwam Wagner uit voor Schalke 04 waarmee hij onder Huub Stevens de UEFA Cup 1996/97 won. Wagner speelde vervolgens anderhalf seizoen voor FC Gütersloh, een half seizoen bij SV Waldhof Mannheim en drie seizoenen bij SV Darmstadt 98. Vanaf 2002 ging hij op amateurniveau spelen en stopte in 2005.
In 1996 haalde bondscoach Steve Sampson hem samen met Michael Mason ongezien bij het Amerikaans voetbalelftal na een tip van Thomas Dooley in een zoektocht naar Duitse voetballers die tevens voor de Verenigde Staten uit konden komen. Wagner speelde acht interlands maar werd niet geselecteerd voor het wereldkampioenschap voetbal 1998.

## Trainerscarrière
Nadat hij jeugdtrainer was bij TSG 1899 Hoffenheim, werd Wagner in 2011 hoofdtrainer van het tweede team van Borussia Dortmund. Op 5 november 2015 werd hij trainer van Huddersfield Town na het ontslag van Chris Powell. Met Huddersfield Town won hij in het seizoen 2016/17 de playoffs van de Football League Championship en promoveerde zo naar de Premier League. Op 14 januari 2019 stapte hij op bij de club die op dat moment onderaan stond in de Premier League. Hij werd op 1 juli 2019 voor het seizoen 2019/20 aangesteld als trainer van Schalke 04, maar werd wegens tegenvallende resultaten op 27 september 2020 ontslagen door de club. Op 10 juni 2021 tekende hij bij de Zwitsers kampioen BSC Young Boys.

## Erelijst
Als speler
 Schalke 04
- UEFA Cup: 1996/97

Als trainer
 Huddersfield Town
- EFL Championship play-offs: 2017

Individueel
- EFL Championship Manager of the Year: 2016/17
- Premier League Manager of the Month: augustus 2017
- EFL Championship Manager of the Month: augustus 2016, februari 2017